# إليبايو
إليبايو (بالإنجليزية: Eleipaio)‏ إنها الربة التي يكرمها أهالي هاواي، وبالأخص صناع الكانو (قارب الصيد). وهذه القصة مثال عن تحويل الظواهر الطبيعية والتجارب البشرية إلى ميثولوجيا.